# Hydatoscia carbania
Hydatoscia carbania är en fjärilsart som beskrevs av Druce 1892. Hydatoscia carbania ingår i släktet Hydatoscia och familjen mätare. Inga underarter finns listade i Catalogue of Life.